# Suzuki World Rally Team
Le Suzuki World Rally Team, également connu sous le nom de Suzuki WRC Challenge était une écurie de rallye engagée en WRC. Suzuki a fait ses débuts en WRC en 2007 à l'occasion du Tour de Corse. Mais après juste une saison complète en 2008, Suzuki annonce son retrait du WRC en raison de la crise économique. 

## Histoire

### Saison 2007
En février 2007, la Suzuki SX4 WRC effectue ses premiers tests au Japon. En mars, la voiture fait des essais en Europe dont plusieurs sur terre, en avril, dans le Sud de la France. 
En octobre 2007, à l'occasion du Tour de Corse, la Suzuki SX4 WRC fait ses débuts en championnat du monde des rallyes. Pilotée par Nicolas Bernardi, avec Jean-Marc Fortin comme copilote, la Suzuki SX4 WRC se classe 31e, terminant plusieurs spéciales aux portes du Top 10. Cette année-là, Suzuki participe également au rallye de Grande-Bretagne avec le duo finlandais Sebastian Lindholm-Tomi Tuominen. Ils se classent 27èmes du rallye.

### Saison 2008

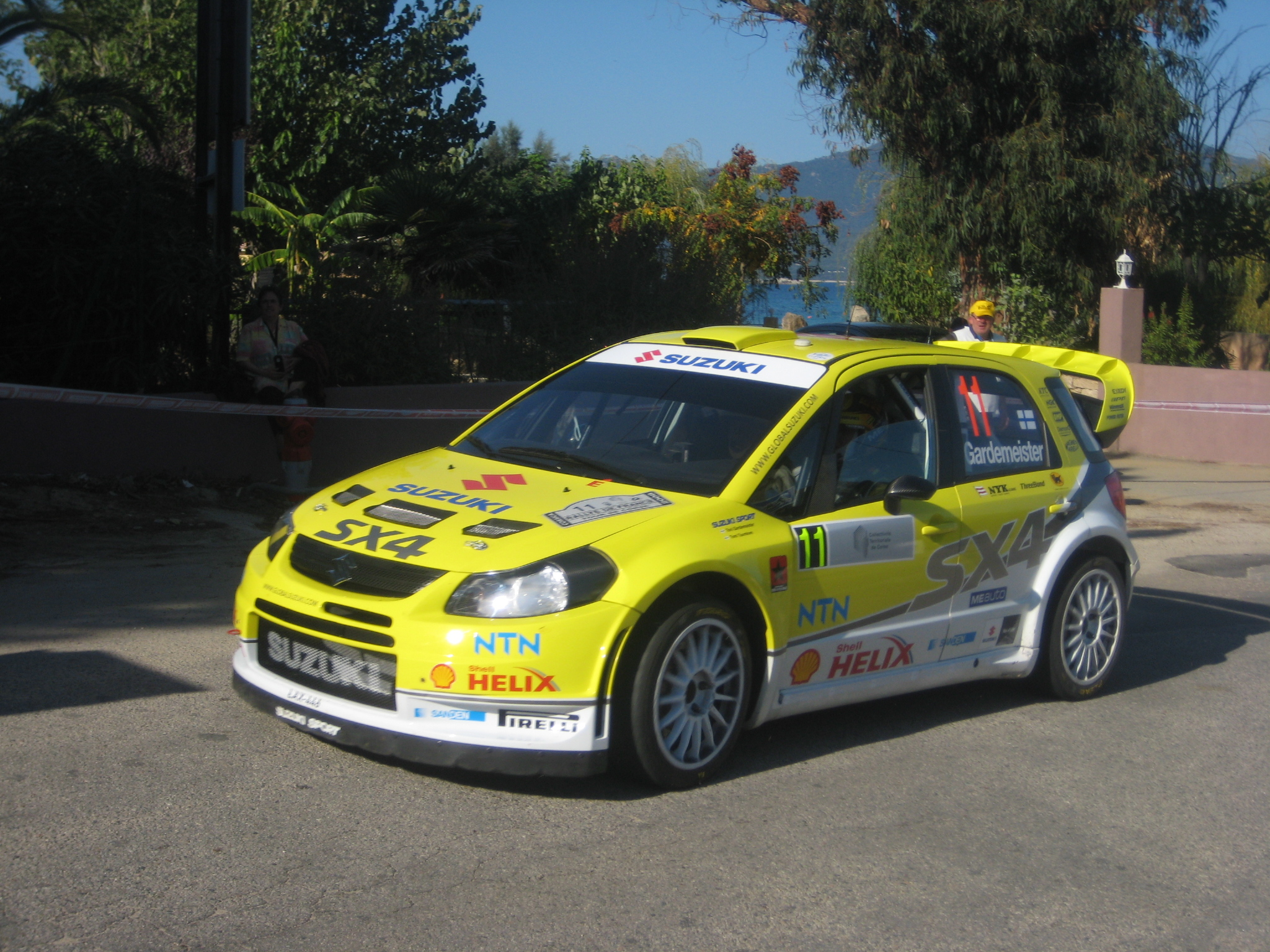
Toni Gardemeister au Tour de Corse 2008.

Le 17 décembre 2007, Suzuki annonce le nom de ses pilotes pour la saison 2008 : Toni Gardemeister et Per-Gunnar Andersson. Le directeur technique Michel Nandan est remplacé par Shusuke Inagaki tandis qu'Akira Kawada est nommé manager général. 
Suzuki inscrit ses premiers points en WRC dès la première course de la saison avec Andersson qui termine 8e au Monte-Carlo. Suzuki inscrit à cette occasion deux points au classement des constructeurs. Lors du rallye suivant, en Suède, Gardemeister se classe 7e et apporte trois points de plus à l'écurie japonaise. Ces deux premiers rallyes ont été marqués par des problèmes de moteur dus à des joints de culasse défectueux. Ainsi, Gardemeister abandonne au Monte-Carlo, Andersson en Suède puis les deux pilotes abandonnent au rallye du Mexique. 
Après avoir connu de nombreux problème de fiabilité, Suzuki retrouve des couleurs en obtenant son meilleur résultat lors du rallye de Nouvelle-Zélande : Gardemeister se classe 6e juste devant son coéquipier Andersson. L'écurie japonaise fera même mieux à l'occasion de son rallye national (Andersson 5e, Gardemeister 6e). Durant une étape spéciale, au Dôme de Sapporo, Gardemeister permet à Suzuki de remporter sa première spéciale en WRC. La saison 2008 s'achève par un bon résultat au rallye de Grande-Bretagne : Andersson termine 5e après avoir lutté pour le podium tandis que Gardemeister se classe 7e. 
Mais à l'issue de cette bonne première saison complète (Suzuki est 5e au classement des constructeurs), le constructeur annonce son retrait de la compétition. La principale raison est la baisse des ventes des véhicules de la marque à cause de la crise économique. 

## Palmarès

### Résultats en championnat du monde des rallyes
| Année | Voiture        | Numéro | Pilote               | 1       | 2       | 3       | 4       | 5       | 6       | 7      | 8       | 9       | 10     | 11    | 12     | 13     | 14    | 15    | 16     | Class. Pilotes | Points | Class. Constructeurs | Points |
| ----- | -------------- | ------ | -------------------- | ------- | ------- | ------- | ------- | ------- | ------- | ------ | ------- | ------- | ------ | ----- | ------ | ------ | ----- | ----- | ------ | -------------- | ------ | -------------------- | ------ |
| 2007  | Suzuki SX4 WRC | 19     | Nicolas Bernardi     | MON     | SWE     | NOR     | MEX     | POR     | ARG     | ITA    | GRE     | FIN     | GER    | NZL   | ESP    | FRA 31 | JPN   | IRE   |        | -              | 0      | -                    | 0      |
| 2007  | Suzuki SX4 WRC | 19     | Sebastian Lindholm   |         |         |         |         |         |         |        |         |         |        |       |        |        |       |       | GBR 27 | -              | 0      | -                    | 0      |
| 2008  | Suzuki SX4 WRC | 11     | Toni Gardemeister    | MON Ret | SWE 7   | MEX Ret | ARG Ret | JOR Ret | ITA Ret | GRE 9  | TUR Ret | FIN 8   | GER 10 | NZL 7 | ESP 13 | FRA 13 | JPN 6 | GBR 7 |        | 13e            | 10     | 5e                   | 34     |
| 2008  | Suzuki SX4 WRC | 12     | Per-Gunnar Andersson | MON 8   | SWE Ret | MEX Ret | ARG 24  | JOR Ret | ITA 9   | GRE 11 | TUR Ret | FIN Ret | GER 15 | NZL 6 | ESP 32 | FRA 17 | JPN 5 | GBR 5 |        | 12e            | 12     | 5e                   | 34     |

## Galerie de photos

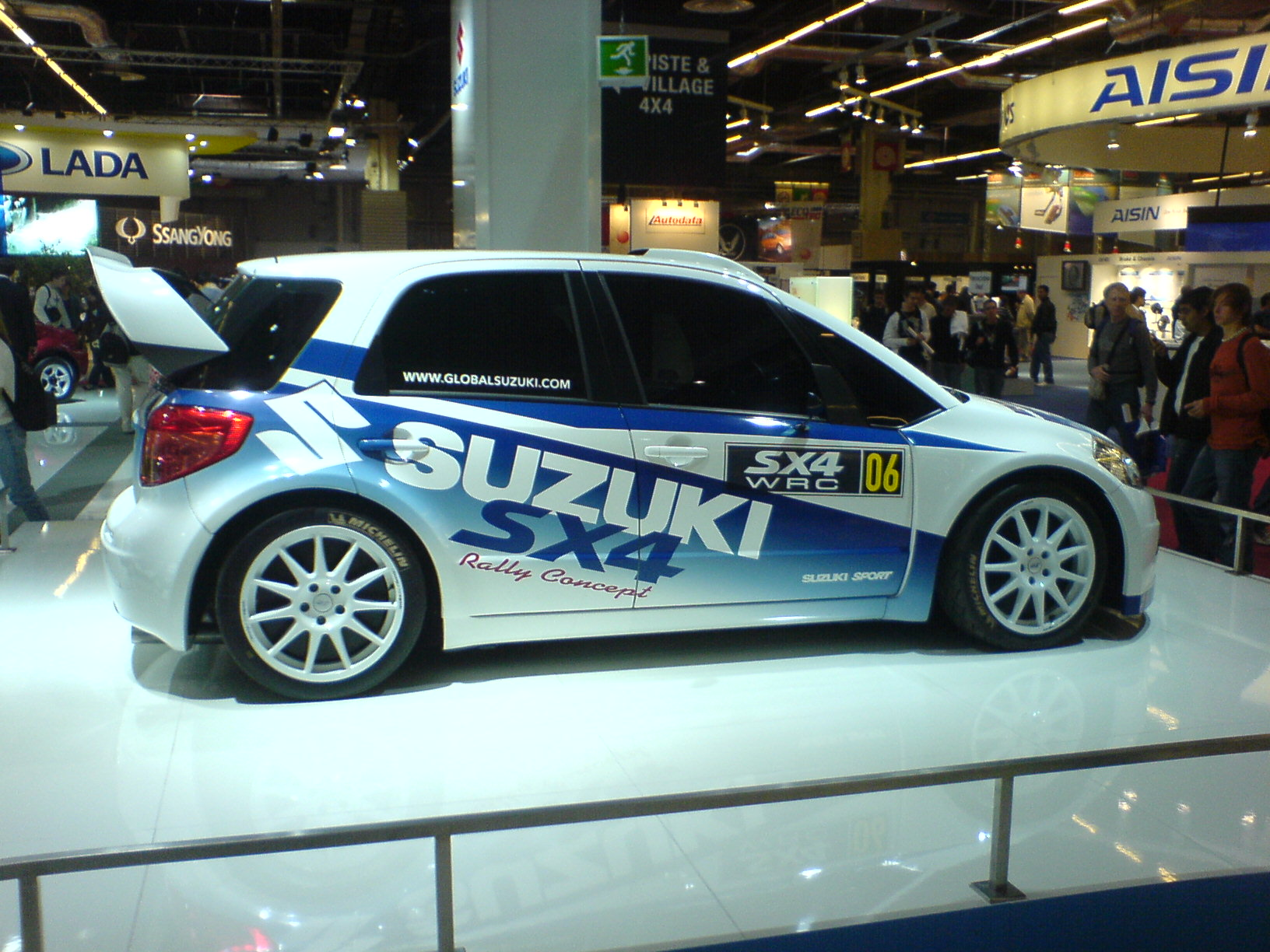
SX4 WRC au Mondial de l'auto 2006 à Paris.
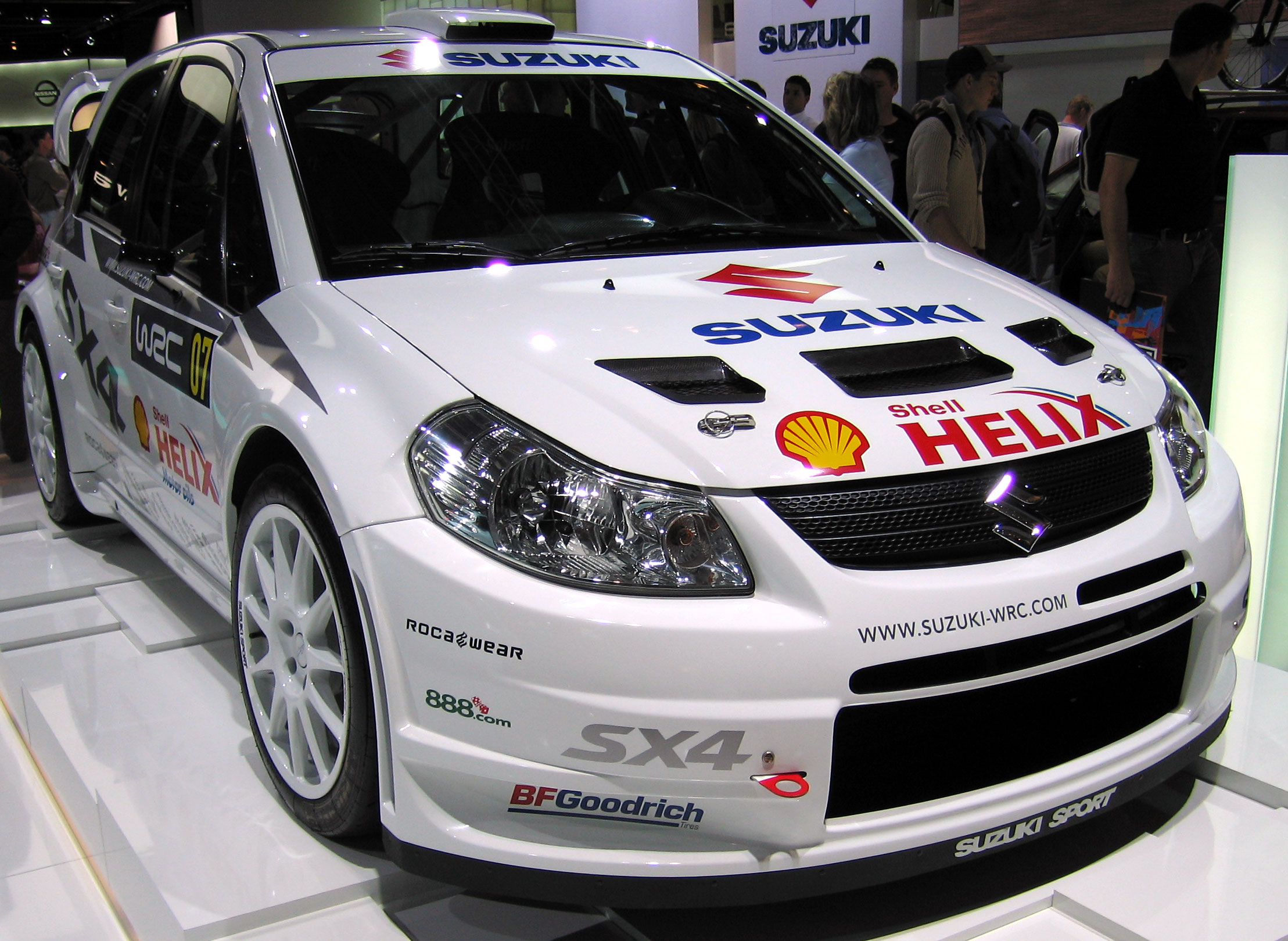
SX4 WRC au Mondial de l'auto 2007 à Francfort.
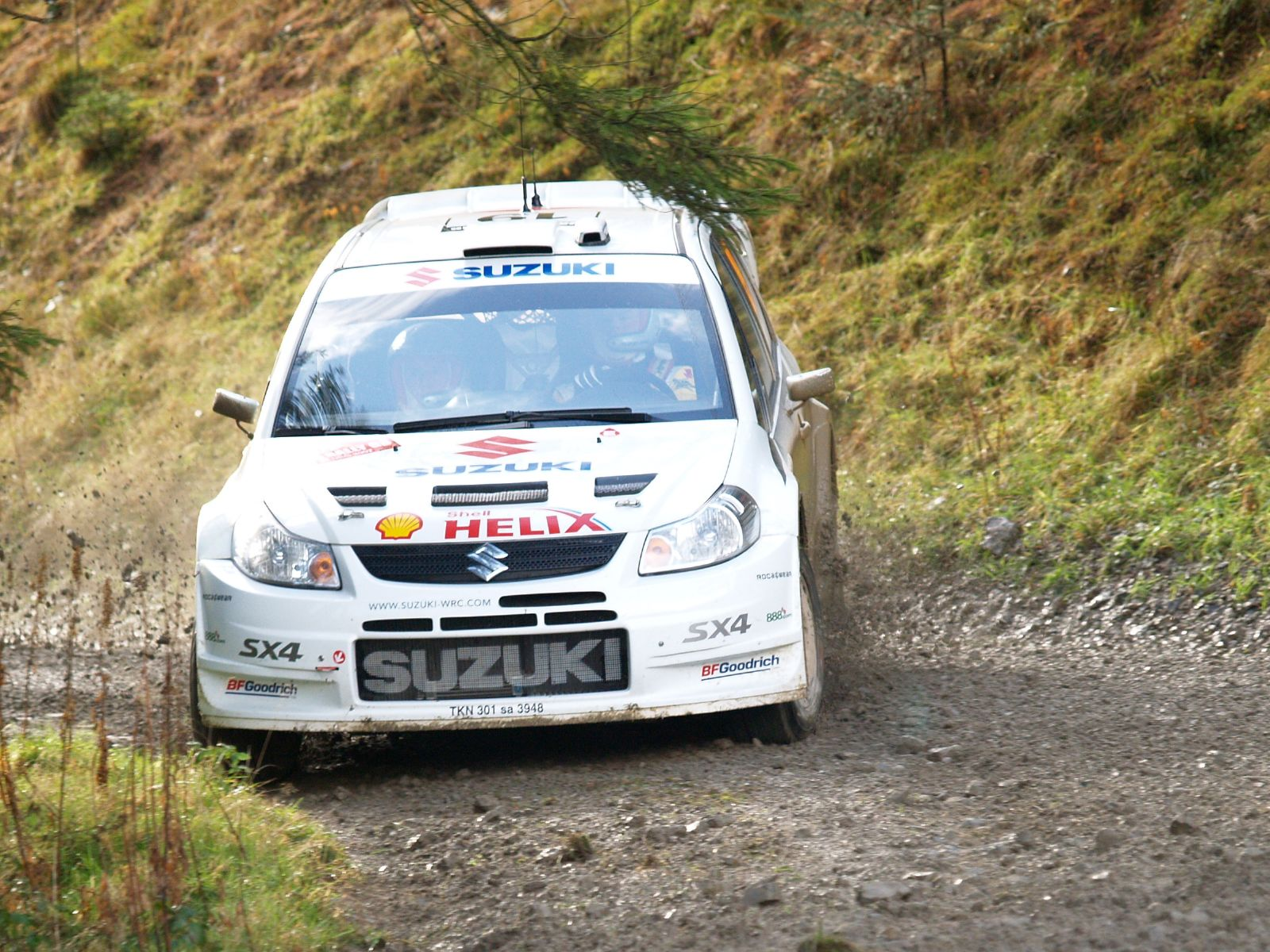
Sebastian Lindholm au rallye de Grande-Bretagne 2007.
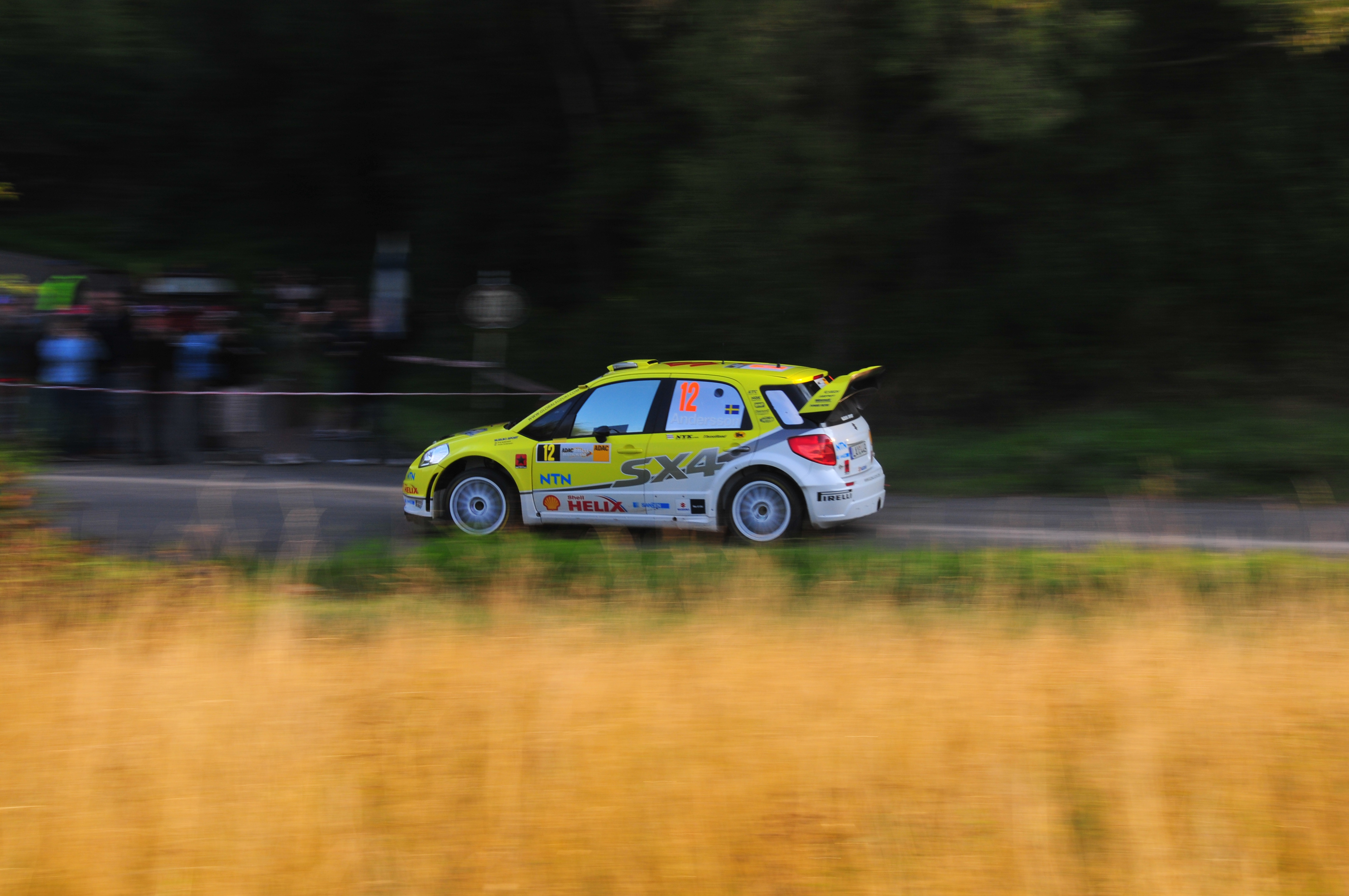
Per-Gunnar Andersson au rallye d'Allemagne 2008.
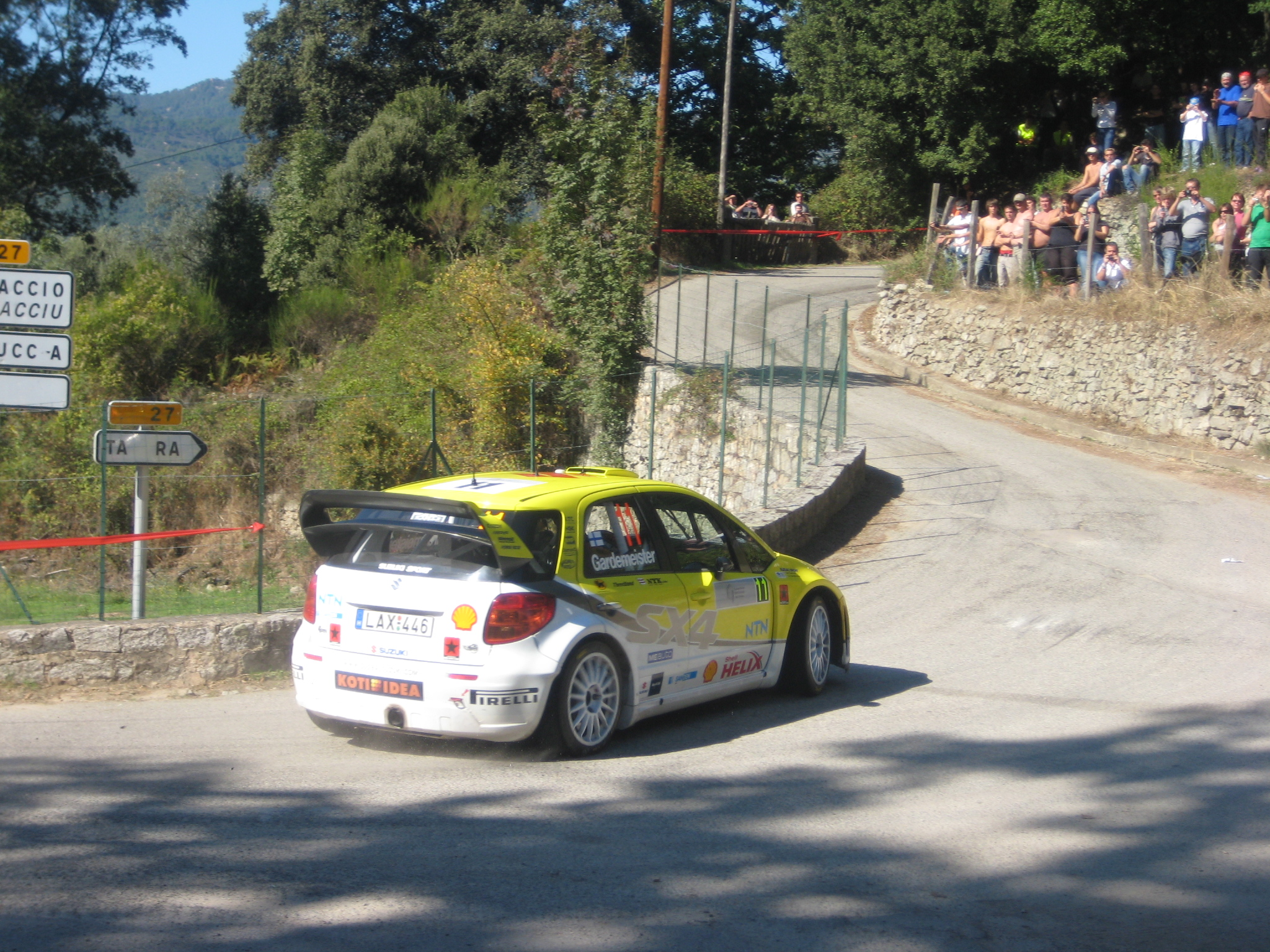
Toni Gardemeister au Tour de Corse 2008.
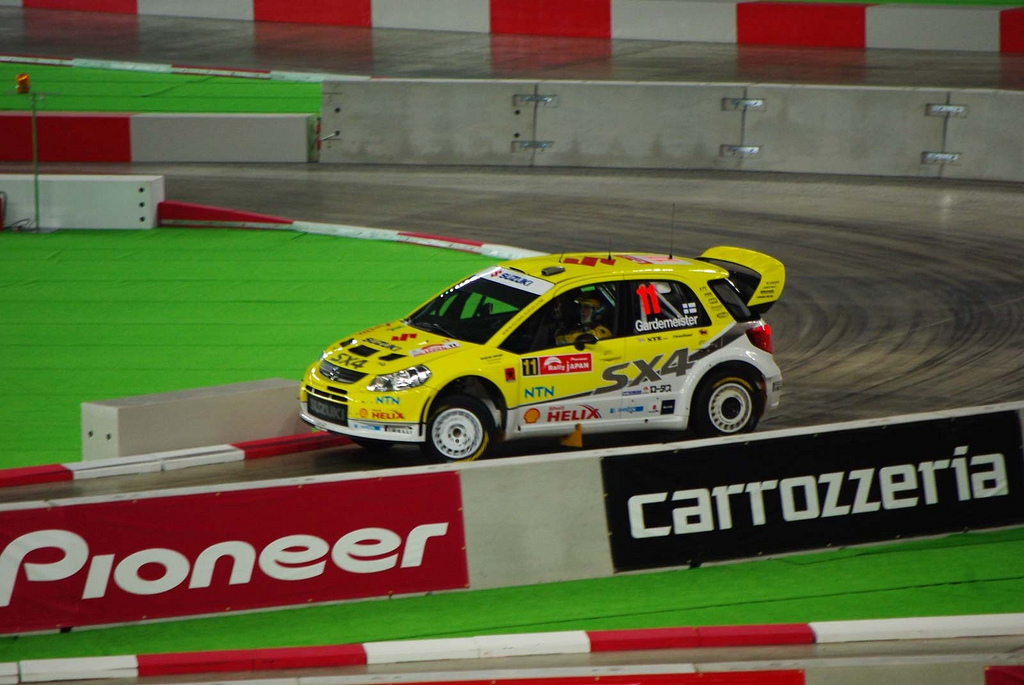
Gardemeister au rallye du Japon 2008.